# Collisarboris
Collisarboris is een geslacht van uitgestorven kreeftachtigen uit de klasse van de Ostracoda (mosselkreeftjes).

## Soorten
- Collisarboris cooki Neale, 1975 †
- Collisarboris stanleyensis Dingle, 1984 †